# Fausto Bertinotti
Fausto Bertinotti (ur. 22 marca 1940 w Mediolanie) – włoski polityk i związkowiec, działacz komunistyczny, od 1994 do 2006 sekretarz krajowy Odrodzenia Komunistycznego, w latach 2006–2008 przewodniczący Izby Deputowanych.

## Życiorys
Z wykształcenia technik przemysłowy. Po zakończeniu edukacji wstąpił do centrali związków zawodowych – Włoskiej Powszechnej Konfederacji Pracy. W 1964 został sekretarzem lokalnego oddziału włoskiej federacji pracowników przemysłu tekstylnego, później objął stanowisko przewodniczącego izby pracy w Novarze. Od 1975 przez dziesięć lat kierował CGIL w regionie Piemont. W połowie lat 80. wchodził w skład sekretariatu krajowego tej organizacji. Stał się jednym z przywódców skrajnie lewicowego skrzydła konfederacji.
Jednocześnie prowadził działalność polityczną. Krótko działał we Włoskiej Partii Socjalistycznej, od 1972 należał do Partii Komunistycznej.
W 1991 sprzeciwił się rozwiązaniu PCI i powołaniu na jej bazie umiarkowanej Demokratycznej Partii Lewicy. Wziął w tym samym roku udział w utworzeniu Odrodzenia Komunistycznego. W 1994 jako sekretarz krajowy został przewodniczącym tego ugrupowania. W tym samym roku uzyskał po raz pierwszy mandat posła do Izby Deputowanych. W niższej izbie parlamentu zasiadał do 2008 jako parlamentarzysta XII, XIII, XIV i XV kadencji. Od 1994 do 2006 był także deputowanym do Parlamentu Europejskiego IV, V i VI kadencji.
Przed wyborami w 1996 doprowadził do częściowego porozumienia się z koalicją Drzewo Oliwne co do wzajemnego wsparcia swoich kandydatów w niektórych okręgach. W trakcie XIII kadencji wycofał jednak poparcie RC dla rządu Romano Prodiego, przyczyniając się w ten sposób do jego upadku. Po słabych wynikach swojego ugrupowania w wyborach do PE w 1999 i do parlamentu krajowego dwa lata później, zaczął w imieniu Odrodzenia Komunistycznego głosić hasła antyglobalistyczne.
W 2005 przystąpił do szerokiego centrolewicowego bloku L'Unione. Po jego zwycięstwie w wyborach w 2006 objął urząd przewodniczącego Izby Deputowanych XV kadencji, w związku z czym zrezygnował z kierowania komunistami. W przedterminowych wyborach parlamentarnych dwa lata później startował jako lider i kandydat na premiera z ramienia koalicji Lewica-Tęcza, która jednak nie przekroczyła progu wyborczego.